# Трипикьо, Николас
Никола́с Марти́н Трипи́кьо (исп. Nicolás Martín Tripichio; родился 5 января 1996, Буэнос-Айрес) — аргентинский футболист, защитник клуба «Сан-Лоренсо де Альмагро».

## Биография

### Клубная карьера
Трипикьо — воспитанник клуба «Велес Сарсфилд». 3 марта 2015 года в матче против «Ньюэллс Олд Бойз» он дебютировал в аргентинской Примере. 17 сентября 2016 года в поединке против «Сан-Лоренсо дель Альмагро» Николас забил свой первый гол за «Велес Сарсфилд».
С 2018 года выступает за «Дефенсу и Хустисию». На правах аренды в 2020 году играл за парагвайский «Гуарани».

### Международная карьера
В 2013 года Трипикьо в составе юношеской сборной Аргентины принял участие в домашнем юношеском чемпионате Южной Америки. На турнире он сыграл в матчах против Эквадора, Колумбии, Перу, Бразилии, Венесуэлы, Уругвая и Парагвая.
Летом того же года Николас принял участие в юношеском чемпионате мира в ОАЭ. На турнире он сыграл в матчах против команд Туниса, Кот-д’Ивуара, Ирана, Австрии, Канада, Мексики и Швеции.
В начале 2015 года Леандро в составе молодёжной сборной Аргентины выиграл молодёжный чемпионат Южной Америки в Уругвае. На турнире он сыграл в матчах против команд Уругвая, Колумбии, Бразилии, Эквадора, а также дважды Перу и Парагвая.
Летом того же года Трипикьо в составе сборной принял участие в молодёжном чемпионате мира в Новой Зеландии. На турнире он сыграл в матчах против команд Панамы, Австрии и Ганы.

## Достижения
- Вице-чемпион Аргентины (2): 2018/2019, 2021
- Чемпион Южной Америки среди юношей (1): 2013
- Чемпион Южной Америки среди молодёжи (1): 2015